# Ibrahima Konaté
Ibrahima Konaté (* 25. Mai 1999 in Paris) ist ein französischer Fußballspieler, der auch die malische Staatsbürgerschaft besitzt. Der Innenverteidiger und A-Nationalspieler steht seit Juli 2021 beim FC Liverpool unter Vertrag.

## Werdegang

### Verein
Konaté begann in seiner Jugend beim Paris FC mit dem Fußballspielen und wechselte von dort 2014 in die Nachwuchsabteilung des Zweitligisten FC Sochaux. Hier erhielt er zwei Jahre später 2016 seinen ersten Profivertrag und bestritt zwölf Zweitligaspiele in der Saison 2016/17, in denen er ein Tor schoss. Zudem stand er im Viertelfinale des französischen Pokals gegen den AS Monaco auf dem Platz, welches die Mannschaft erst im Elfmeterschießen verlor.
Im Sommer 2017 wechselte er nach Deutschland und unterschrieb einen Fünfjahresvertrag beim Bundesligisten RB Leipzig. Sein erstes Bundesligaspiel bestritt Konaté am 1. Oktober 2017 gegen den 1. FC Köln. Sein erstes Pflichtspieltor für die Leipziger erzielte er in der 3. Qualifikationsrunde für die Europa League 2018/19 im Spiel gegen CS Universitatea Craiova.
Zur Saison 2021/22 wechselte Konaté in die Premier League zum FC Liverpool, wo er auf seinen ehemaligen Leipziger Teamkollegen Naby Keïta traf.

### Nationalmannschaft
Am 20. November 2014 gab Konaté unter Trainer Laurent Guyot sein Debüt für die französische U-16-Nationalmannschaft. In zwölf Spielen erzielte er für die U16 einen Treffer. Am 20. Oktober 2015 gab er sein Debüt für die U-17-Nationalmannschaft in der U-17-EM-Qualifikation gegen Nordirland. Bis 2021 lief Konaté für die U20 Frankreichs auf. Seit 2022 spielt Konaté für die französische Nationalmannschaft.

## Titel
- Englischer Meister: 2025
- Englischer Pokalsieger: 2022
- Englischer Ligapokalsieger: 2022, 2024
- Englischer Supercupsieger: 2022

## Sonstiges
Konaté gilt als ein Spielertyp, den man als Straßenfußballer bezeichnen würde. Sein Spiel ist laut seinem ehemaligen Trainer Ralph Hasenhüttl daher vor allem durch seine Physis geprägt.